# Машаков, Садвакас Калиевич
Саду (Садвакас) Калиевич Машаков (27 ноября 1906 — 28 июня 1995) — казахский советский поэт, переводчик, журналист.

## Биография
Родился 27 ноября 1906 года в селе Воскресеновка Змеиногорский уезд Томской губернии в крестьянской семье.
Окончил русскую школу-семилетку в городе Семипалатинске, учился на курсах по подготовке работников газет.
В 1925—1928 годы работал литературным сотрудником газет «Жана дала», «Кызыл дала».
В 1925 году первые стихи Машакова были опубликованы в газете «Казах тили».
в 1928-33 годах был сотрудником областной газеты «Казах тили» редактором которой был Сабит Донентаев, оказавший помощь молодому поэту.
В 1932 году выходит его первый сборник стихов «Песня колхоза», затем сборники «Песни молота» (1933), «Утес» (1934), «За Родину» (1939).
В 1936 году был принят в Союз советских писателей Казахстана. Член ВКП(б) с 1940 года.
Работал в Семипалатинской областной газете «Социалистик Шыгыс» (позднее сменившей название на «Екпинды» и «Семей таны»).
Учился на филологическом факультете Казахского государственного педагогического института им. Абая, но не окончил — война прервала учёбу.
Участник Великой Отечественной войны.
С 1942 по 1944 год служил заместителем редактора издававшейся на казахском языке фронтовой газеты «Вперёд на врага» Первого и Второго Прибалтийских фронтов.

Проявил себя умелым организатором и опытным журналистом. Фронтовая газета на казахском языке завоевала авторитет у своих читателей, привлекла к себе значительные кадры из лиц казахской национальности. На страницах газеты всегда можно прочитать о героях Отечественной войны из лиц казахской национальности.— из наградного листа на Орден Красной Звезды, 1943 год
С 1944 года и до мобилизации в 1946 году служил старшим инструктором отделения национальных газет управления агитации и пропаганды Главного политического управления Красной Армии.
В 1946—1967 годах работал заведующим отделом, ответственным секретарем, заместителем редактора семипалатинской областной газеты «Семей таны».
В 1952 году окончил Семипалатинский педагогический институт им. Н. К. Крупской. В 1954 году прошёл одногодичное обучение в партийной школе в Москве.
До пенсии работал старшим редактором переводного отдела КазТАГа.
Умер в 28 июня в 1995 году на 89 году жизни.

## Творчество
Первая книга стихов «Песня колхоза» увидела свет в 1932 году в Семипалатинске, когда автору было всего 26 лет.
Затем в Алма-Ате вышли книги: «Песня молота» (1933), «Скала» (1934), «За Родину» (1938),
В годы войны опубликованы стихи «Монолог мертвого фрица», «Монолог битого фрица», «Часы».
Первое десятилетие после войны в основном занимался переводами: перевёл на казахский язык стихи А. С. Пушкина, М. Ю. Лермонтова, А. В. Кольцова, С. А. Есенина, С. А. Щипачева, татарских поэтов Габдулы Тукая, Xади Тактыша, Мусы Джалиля, книгу рассказов чешского писателя Яна Дрды «Тишина — на баррикадах» и другие.
В 1954 году вышел его новый сборник стихов «Годы», затем последовали сборники «Этапы» (1959), «Годы и дороги» (1962), «Годы мои» (1968), «Вечный наездник» (1972), «Вечерняя песня» (1976), «Молодые годы» (1978), «Тишина» (1985).
В последние годы жизни написал книгу «Естен кетпес кездесулер» («Незабываемые встречи»), но издать её не успел. В ней он рассказывает о своих встречах с известными казахскими поэтами и писателями Мухтаром Ауэзовым, Сабитом Мукановым, Ильясом Жансугуровым, Беимбетом Майлиным, Габитом Мусреповым и многими другими. Эта книга издана в 2006 году к его 100-летию.

## Награды
Награждён орденами Красной Звезды (1943) и Отечественной войны 2-й степени (1985), рядом медалей, в том числе «За победу над Германией», «За трудовую доблесть».